# 오리지널 씬
《오리지널 씬》(영어: Original Sin)은 미국에서 제작된 마이클 크리스토퍼 감독의 2001년 에로틱 로맨틱 스릴러 영화이다. 안토니오 반데라스, 앤젤리나 졸리 등이 출연하였고, 데니즈 디노비 등이 제작에 참여하였다. 1969년 영화 《미시시피의 인어》 리메이크 작품이다. 미셸 파이퍼의 제작사 비어 로자 프로덕션스에 의해 제작되었다.

## 출연
- 안토니오 반데라스
- 앤젤리나 졸리
- 토머스 제인
- 잭 톰프슨
- 그레고리 잇진
- 페드로 아르멘다리스 주니어
- 제임스 헤이븐
- 앨리슨 매키
- 조앤 프링글
- 코딜리아 리처즈

## 기타 제작진
- 라인 제작: 마이클 S. 글릭
- 공동 제작: 에드워드 맥도널
- 배역: 리비 골드스틴, 주니 라우리 존슨
- 미술: 데이비드 J. 봄바
- 의상: 도나 저카우스카

## 우리말 녹음
MBC 성우진 (2002년 11월 16일)
- 신성호 - 루이스 (안토니오 반데라스)
- 박선영 - 줄리아 (앤젤리나 졸리)
- 최한 - 다운스(빌리) (토머스 제인)
- 황윤걸 - 앨런 (잭 톰프슨)
- 이도련
- 이철용
- 김서영
- 김지영
- 이상훈
- 이자옥
- 표영재
- 방성준
- 이원찬
- 정재헌
- 조현정